# إدوارد سي. بيركس
إدوارد سي. بيركس هو محامي وقاضي وسياسي أمريكي، ولد في 20 مايو 1821 في مقاطعة بيدفورد في الولايات المتحدة، وتوفي في 4 يوليو 1897.